# 美國經濟

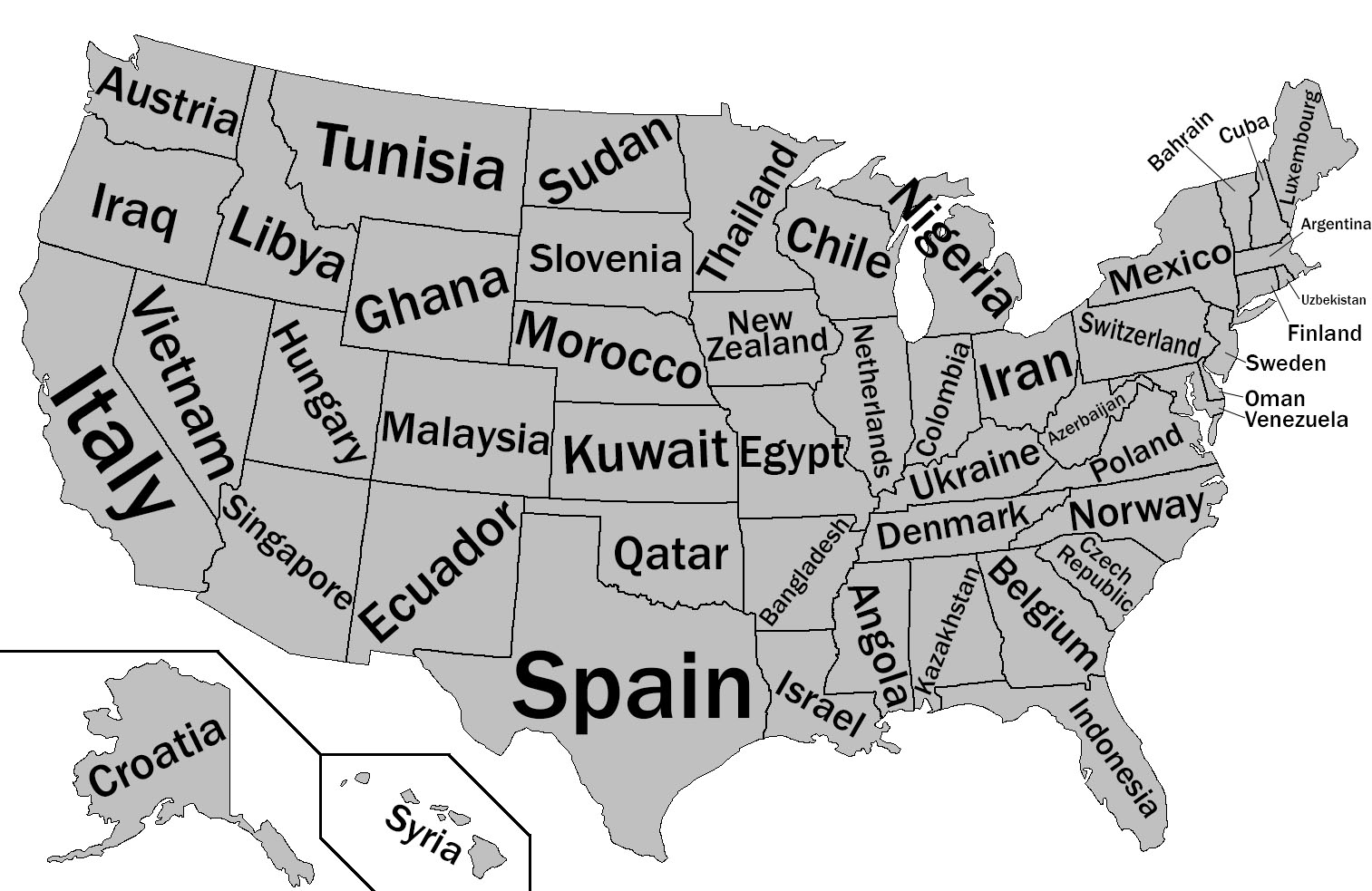
此圖所代表之意乃是2012年美國各州份GDP與世界各國相比較

美国经济拥有高度发达且多元化的混合经济体制，是当今世界经济体系中规模最大、发展程度最高的经济体。2025年，按名义国内生产总值计算，美国是全球最大的经济体，而在购买力平价方面则位居世界第二。截至2025年，美国在人均名义GDP方面位列全球第七，在购买力平价的人均GDP方面则排名第九。根据世界银行的数据，2024年美国在全球GDP总量中占比达14.8%（按购买力平价计算），在名义GDP方面的占比更高，达到26.2%。美元不仅是国际交易中使用最广泛的货币，同时也是全球主要的储备货币，其地位由庞大的美国国债市场、石油美元体系以及与离岸美元市场共同支撑。一些国家将美元作为官方货币，而在更多国家，美元则在事实层面上成为主要流通货币。
自第二次世界大战结束以来，美国经济整体上保持了较为稳定的增长，失业率和通货膨胀水平相对较低，同时在科技发展方面持续取得显著成就。美国经济的动力主要来源于高生产率、完善的交通基础设施以及丰富的自然资源。在经济合作与发展组织成员国中，美国的家庭和雇员平均收入水平位居第六，而在2021年，美国的家庭收入中位数位居所有成员国之首。然而，虽然整体收入水平较高，美国也是发达国家中收入不平等程度最高的国家之一。
美国的主要贸易伙伴包括加拿大、墨西哥、中国大陆、日本、德国、韩国、英国、台湾、印度以及越南。作为世界最大的进口国和第二大出口国，美国在全球贸易体系中占据主导地位。美国与多个国家签订了自由贸易协定，其中最具代表性的是与加拿大和墨西哥组成的《美墨加协定》，此外亦与澳大利亚、韩国、以色列等国已签署或正在磋商协定。美国的劳动市场灵活性极高，企业普遍奉行自由雇佣政策，劳工的就业稳定性相对较低。在社会保障方面，美国的制度效率位居经济合作与发展组织国家前列，其社会支出约占国内生产总值的30%。
美國的主要製造產業涵蓋航空航太、汽車、電子工業、化工、機械設備與制藥等領域。航空航太與國防工業在全球居領先地位，汽車產業集中於密西根州等地，化工與制藥業則憑藉高研發投入保持競爭力。美國擁有半導體元件生產的核心技術，並且具有完整的設計生產能力，是高科技晶片的最大出口國。美国也是全球最大的石油、天然气生产国。2024年，美国成为全球最大的贸易国，并且是仅次于中国的第二大制造业大国，美国制造业产值约占全球总量的五分之一。美国同时拥有全球最大的国内商品市场，并在服务贸易方面占据领先地位。2023年，美国的贸易总额达到7.4万亿美元。在全球500强企业中，有139家总部设在美国，美国由此成为全球跨国企业最为集中的国家之一。美国还拥有全球数量最多的亿万富翁，总财富规模达到5.7万亿美元。到2022年底，美国的商业银行资产总额为22.9万亿美元，而美国的全球资产管理规模超过30万亿美元。美国的经济环境在多项国际评比中表现优异，包括世界银行发布的营商便利指数以及世界经济论坛的全球竞争力报告等。
美国的金融市场在国际上有巨大影响。纽约证券交易所和纳斯达克证券交易所按市值和成交量均为全球最大。美国还拥有全球规模最大的黄金储备，总量超过8000吨。美国在全球风险投资规模长期保持世界第一，同时在科研与发展资金投入方面也居于首位。截至2024年，美国在各类经济领域的前沿研究与发展支出约占国内生产总值的3.46%。消费者支出是美国经济的重要驱动力，2022年消费支出占GDP的68%，而在2021年劳动收入占比则为44%。美国不仅是全球最大的消费市场，其劳动力市场也长期吸引来自世界各地的移民，使得美国的净迁移率位居世界前列。

## 历史

### 十七至十八世纪
美国的经济史始于17世纪至18世纪的殖民地时期。自16世纪初起，多个欧洲国家试图在今日美国领土上建立殖民地，西班牙在今日的佛罗里达发展农牧经济，法国和荷兰则与美洲原住民积极开展毛皮貿易。1700年以后，殖民地人口快速增长，进出口贸易随之扩张。非洲、亚洲以及欧洲，尤其是英国与其他欧洲国家，成为殖民地主要的贸易伙伴。到了1760年代，英国在北美东海岸已建立了十三个殖民地，在重商主义的影响下，逐渐形成了以农业和贸易为基础的早期经济体系，其中南部殖民地建立起依赖奴隶劳动的农业制度，数百万非洲人因此遭到贩卖与奴役 。殖民地不仅依赖海外输入制成品和奴隶劳动力，也向外输出农产品与原材料。农户也从事手工业生产，产品大多用于家庭消费。最大的非农业部门是造船，占总就业人数的5%至20%。18世纪后期，十三个殖民地脱离大英帝国，获得独立，并迅速从依附性的殖民经济迈向以农业为主导的国家经济形态。
美国独立战争后，美国作为新兴国家，经济仍然以农业为主，城市人口稀少，消费品大多依赖进口。1787年的费城会议，使整个国家成为一个共同市场，并赋予了联邦政府征税、借贷、铸造货币的权力。1790年，塞缪尔·斯莱特成功建造了美国第一家水力纺纱厂，标志着美国工业化的开端。1793年，伊莱·惠特尼发明轧棉机，大大提高了棉花的采摘效率，推动了棉花的大规模种植。

### 十九世纪
19世纪初期，美国仍然是一个以农业为主的国家，超过八成的美国人从事农业劳动。然而，美国经济已经显现出在工业领域的增长趋势。制造业多集中在原材料的初级加工环节，如木材与锯木厂、纺织业、制鞋业等，这些行业成为早期工业化的核心。1813年，弗朗西斯·卡伯特·洛厄尔首次采用股份集资模式，建立世界上首家一体化纺织厂，美国纺织工业开始起步发展，并在19世纪初期成为美国制造业的主导产业，纺织品成为美国出口的主要大宗商品。1820至1830年代，大规模生产的兴起推动了经济结构的根本转型，手工业逐渐被工厂取代。1850年代，新英格兰地区在纺织工业带领下率先实现工业化。与此同时，政府在法律和政策方面加强了对专利的保护，为技术创新和产业扩张提供了法律保障。美国丰富的自然资源为经济扩张提供了有力支撑，尤其是土地的广阔与肥沃，使农民人数持续增加。但随着经济逐渐多元化，制造业、服务业、交通运输业等部门的增长速度远远超过农业。到1860年时，农村人口的比例已降至50%左右，相较19世纪初的八成以上显著下降，这一变化显示出美国经济在工业化和城市化道路上的迅速推进。北方的工业进步被认为确保了北方在南北战争中的胜利。
19世纪中期，铁路运输的广泛应用，大幅降低了货运和客运成本。淘金热吸引世界各地的劳工和技术人才涌入美国西部追逐“美国梦”。19世纪后期，美国进入了经济快速增长的“镀金时代”，从纺织工业分离出来的机械制造工业成为主导产业，并形成带有“零件标准化、可互换性、高效率大批量生产”的美国制造体系。到了19世纪末，美国已逐渐成长为一个庞大的工业化经济体，约占全球经济总量的五分之一。1895年，美国在工业总产值上超过英国，位居世界第一。从1870年至1900年，国民收入从74亿涨到187亿美元，换算成1958年币值人均收入从531美元涨到1011美元，几乎成长一倍；钢铁产量从800吨大幅上升至11200吨，是30年前的14倍。到1900年，美国已成为世界上最强大的经济体。在这一过程中，高工资水平成为美国经济的重要特征之一，工业化的快速扩张带动了实质工资的显著增长，从1860年至1890年间增幅达40%，并惠及日益壮大的劳动阶层，这种经济优势吸引了数以百万计的移民涌入美国。
虽然经济总体上快速发展，19世纪的美国经济并非没有波动，金融危机与经济衰退频繁出现。1837年的经济恐慌引发了长达五年的萧条，银行大量倒闭，失业率空前上升。1893年经济恐慌再度引发全国性萧条，许多铁路公司破产，劳工不满情绪高涨，各地爆发罢工潮，其中最具代表性的是1894年的普尔曼大罢工。这些危机反映了当时美国金融体系的脆弱性，也显示出快速扩张的资本主义经济在周期性波动中的不稳定。由于经济结构在数百年间发生了巨大变化，现代经济衰退的严重程度难以与早期危机直接比较，但学术界普遍认为二战后的经济衰退较之19世纪的危机要温和一些。

### 二十世纪
进入20世纪之初，由于新的科技成果、通信技术和规模经济等因素，使得一些企业能够跨越地域限制，开展全国性的大规模经营。这些大型企业在快速成长的同时引发了垄断的担忧，然而它们通过降低成本与扩大产量，使产品价格呈下降趋势，从而在整体上提升了国民消费水平。美国工人的工资在当时普遍居于世界领先水平，大量劳动者分享工业化带来的经济成果。
1920年代，美国迎来了著名的“咆哮的二十年代”。汽车工业的扩张、电力系统的普及以及福利资本主义的实践，使大众生活质素显著提高，消费文化广泛传播，城市经济和娱乐产业空前繁荣。然而，这一盛景在1929年发生了急剧逆转。1929年10月24日的股市崩盘成为大萧条的开端，美国经济迅速陷入低谷。数以百万计的人失业，企业破产，农产品价格暴跌。面对危机，1933年3月上任的总统富兰克林·罗斯福推行新政，国家加强对金融、农业、工业、公共工程与社会保障的干预，通过增加公共支出和改革措施刺激经济复苏。新政不仅缓解了社会矛盾，也奠定了政府积极调控经济的政策基调。
第二次世界大战成为美国经济的又一重大转折。战争期间，美国本土未直接遭受大规模战火破坏，这使得其在参战国中经济状况相对较为稳固。戰時生產全面主导了经济活动，接近40%的国内生产总值用于军事需要，消费品生产受到严格限制，许多耐用消费品停产，价格与工资受到控制，劳动力大批转入军队服役。尽管如此，战争带动的工业化与技术进步为战后繁荣奠定了基础。
战后，美国进入了新的经济黄金期。凯恩斯主义经济政策在总统和国会的推动下持续影响着经济发展。随着战争结束，大量退伍军人重返社会，伴随而来的是“婴儿潮”现象。1942年至1957年间，美国的出生率大幅上升，这既是由于大萧条时期推迟的婚姻与生育需求得到释放，也源于战后经济的繁荣以及对未来的普遍乐观情绪。婴儿潮在1957年左右达到顶点，随后逐渐减弱。这一时期成为美国现代史上经济增长最为强劲、社会流动性最为显著的时期之一。1946年至1973年间，年均增长率达到3.8%，中位家庭收入在此期间上涨了约74%。郊区化、家庭消费与教育扩展推动了经济繁荣，而“婴儿潮”带来了人口的迅速增长，进一步刺激了住房和消费市场。美国经济在布雷顿森林体系下维持了国际货币和金融的稳定。
然而，进入1970年代之后，美国经济的发展速度开始放缓。随着石油危机和滞胀的出现，通货膨胀、利率和失业率同时处于高位，布雷顿森林体系解体，财政政策调控经济的信心受到削弱。与此同时，全球经济格局出现新的变化，一些新兴经济体逐渐缩小了与美国之间的差距。在很多情况下，美国的制造业开始转移至成本更低的发展中国家，这些国家能够以较低的生产成本制造同样的产品，即使加上运输费用仍具备竞争力，从而帮助企业获取更高的利润。
此外，部分国家逐渐掌握了此前只有美国及少数发达国家能够生产的产品和服务，全球产业分工格局随之发生调整。1970至1980年代，美国国内一度流行“日本经济将超越美国”的观点，原因在于日本凭借出口导向型的制造业和高效率的产业体系，在国际市场上展现出强劲的竞争力。然而，最终这种预测并未实现。虽然美国在这一时期遭遇了经济增长放缓和产业转移的挑战，但其庞大的国内市场、科技创新能力以及金融体系的全球影响力，依旧确保了其在20世纪末的全球经济主导地位。
1980年代，美国在总统罗纳德·里根的领导下，推行以减税和增加国债为核心的经济政策。“里根经济学”主张减少政府干预，强调市场自由，体现出新自由主义的特征。在此背景下，美国经济在经历调整后实现了新的增长，但同时也积累了财政赤字与社会分化等问题。1990年代，世界进入資訊年代的浪潮。互联网的普及推动了所谓“新经济”的兴起，创造了大量全新的商业模式与就业机会，信息产业与高科技公司成为增长的主要动力，资本市场对相关企业的投资热情高涨。股市繁荣、生产率提升与低通胀共同塑造了美国经济的繁荣景象。然而，这一热潮在世纪末逐渐积聚泡沫，2000年代初互联网泡沫破灭，众多通信与互联网企业遭破产清算，投资市场遭受重大冲击。

### 二十一世纪
2001年，美国经济因互联网泡沫破裂而陷入衰退，此后数年虽然经济逐步恢复，但就业岗位的恢复却异常缓慢，出现被称为“无就业复苏”的现象，就业数据直到2005年初才回到2001年初的水平。2000年代，美国经济伴随房地产市场泡沫的膨胀以及更广泛的债务泡沫。家庭债务与GDP的比例在2001年第一季度为70%，到2008年第一季度已攀升至99%。许多房主在房价高企的情况下不断以房屋抵押借款以维持消费，从而推高了债务水平，也短期内刺激了GDP增长，但这种增长不可持续。当2006年房价开始下跌时，以抵押贷款为基础的证券价值迅速缩水，未受监管的非存款类银行体系因风险暴露而发生类似挤兑的次贷危机。这一体系在规模上已超过传统的受监管存款类银行，结果导致大量抵押贷款公司和投资银行陷入困境。次贷危机在2007年至2008年加剧，并在2008年9月达到顶点，雷曼兄弟的破产与其他金融机构的政府救助成为2008年环球金融危机的标志性事件。
2008年的“大衰退”是20世纪以来最为严重的经济下滑之一。从2008年春到2009年春，美国GDP下降了5.0%。对比之下，美国历史上其他几次主要衰退的幅度相对较小，例如1957至1958年的衰退GDP下降3.7%，1973年石油危机后的衰退使GDP在1973年底至1975年初下滑3.1%，而1981至1982年的经济衰退则使GDP下降2.9%。较轻的衰退包括1990至1991年期间1.3%的产出下降，以及2001年九一一事件后GDP下滑了0.3%，这次衰退仅持续八个月。与之相对的，美国历史上最强劲的扩张阶段包括1961年至1969年的经济增长，总体扩张幅度为53%，年均增长率5.1%；1991年中至2000年末的增长幅度为43%，年均增长3.8%；以及1982年底至1990年中的37%扩张，年均增长率4%。
面对金融体系的动荡与经济的下滑，小布什政府与奥巴马政府相继实施银行救助计划，并采取凯恩斯主义风格的财政刺激措施，包括通过大规模财政赤字支出刺激经济。同时，美联储维持接近零利率的货币政策，确保流动性与金融稳定。这些政策有效地帮助经济逐步复苏。2009年至2012年间，美国家庭陆续还清债务，这是自1947年以來唯一出現這種情況的年份，虽一定程度上阻碍了消费与投资的恢复，但也为经济长期健康发展打下基础。美国实际GDP在2011年恢复至危机前的高点，家庭净资产亦在2012年第二季度恢复，非农就业岗位则在2014年5月重新达到危机前水平，失业率也在2015年9月回落至危机前水平。此后，美国经济持续扩张，成为历史上第二长的扩张周期。与此同时，美国的国债水平在21世纪持续上升。公共持有的债务占GDP的比重从2000年的31%增加到2009年的52%，到2017年进一步上升至77%。在全球207个国家和地区中，美国在债务水平排名第43位。这一趋势表明，美国在应对危机与维持经济增长过程中，财政赤字与债务扩张已成为重要的结构性特征。
2020年3月起，由于新型冠状病毒疫情蔓延，美国政府采取大规模“封锁”措施，导致汽车与工业机械等出口骤降。社交距离政策直接冲击了消费需求，使美国GDP在2020年第一季度按年率下跌4.8%，创下自2008年金融危机以来的最大降幅。同月零售销售额创纪录地下跌8.7%，航空业亦陷入低谷。全球媒体普遍将这场经济衰退形容为自大萧条以来最严重的下行，远甚于2008年的大衰退。就业市场同样遭受重创。2020年5月美国失业率攀升至14.7%，创下1930年代以来的最高水平。美联储主席鲍威尔在当时指出，美国经济需要很长时间才能恢复，未来或面临低生产率与收入停滞的问题。至2020年5月底，已有超过4000万美国人申请失业救济。同时，美国财政赤字在2020年前八个月便已高达1.88万亿美元，创历史新高。
随着疫苗推广与经济重启，美国经济在2021年迎来强劲反弹，全年增长达5.7%，为1980年代里根总统任期以来的最佳表现。然而，这一快速恢复的背后也带来了副作用。2021至2022年间，美国经历了历史性的通货膨胀浪潮。2022年初俄罗斯入侵乌克兰后进一步推高油价和通胀。到2022年6月，消费者物价指数同比上涨9.1%，创41年来最高水平。批评者将此归咎于美联储的政策反应迟缓以及疫情后供应链紊乱等多重因素。虽然美联储采取加息措施抑制物价，通胀仍在2023年维持高位。当年4月，通胀率仍达4.9%，比美联储设定的2%目标高出约3个百分点。直到2023年6月，美国家庭的实际收入才由负增长变为正增长，这意味着通胀率低于收入增长。2024年7月份的美国消费者价格指数回落至2.9%，这是自2021年3月以来整体CPI首次低于3%。

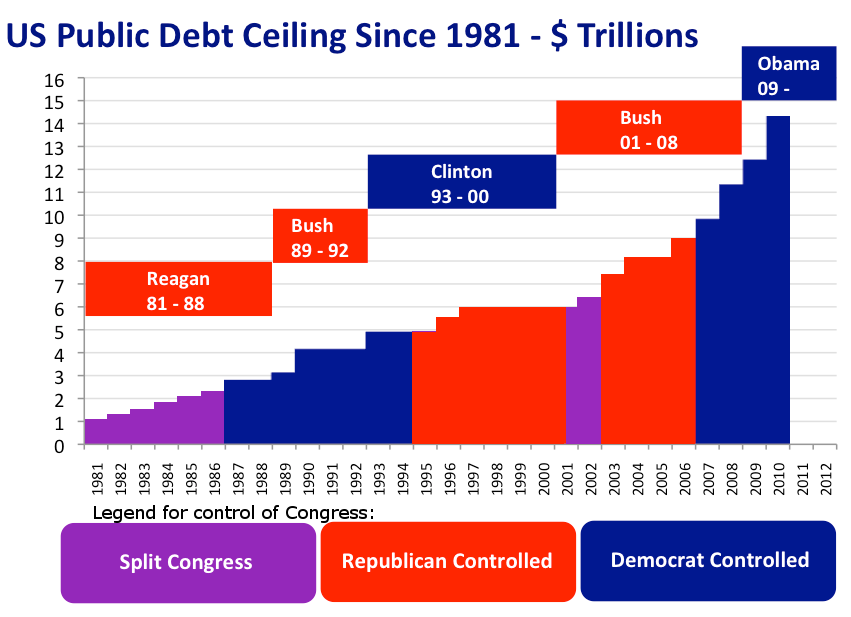
美債總量30年走勢
標普公司單方面評估的國家債信等級(2011)
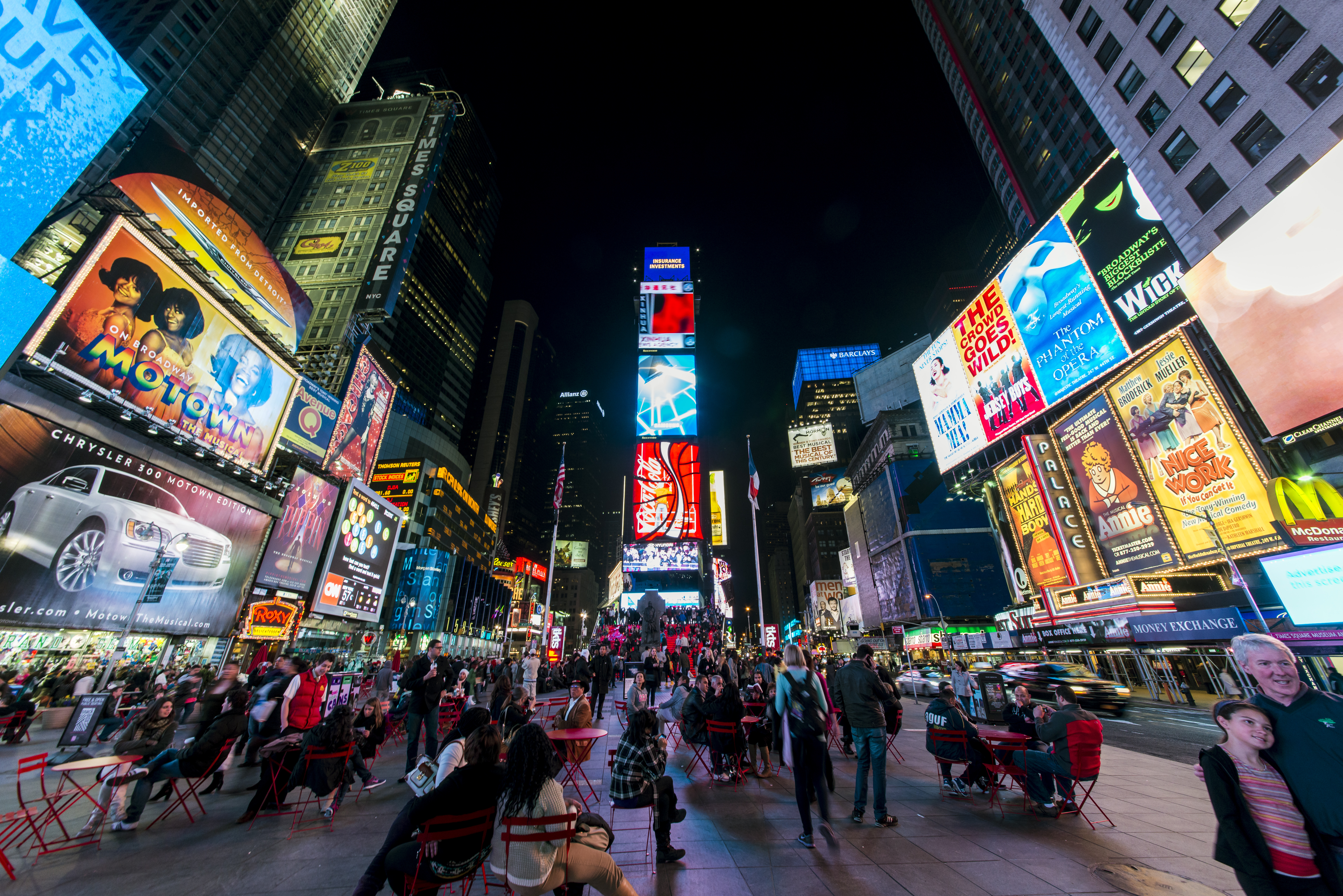
纽约时报广场
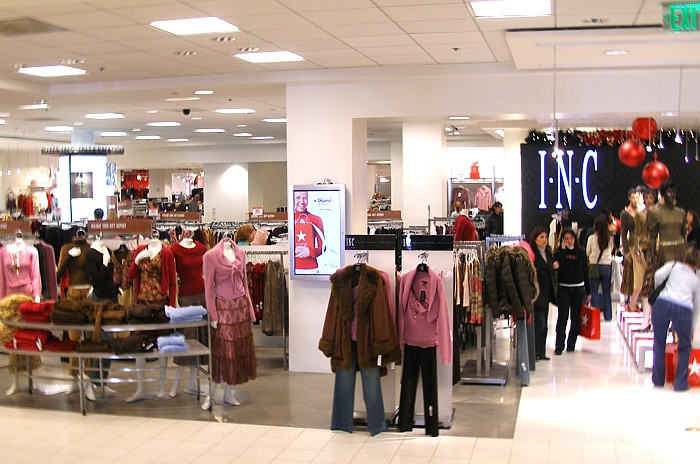
美國的百貨消費者，內需消費占美國經濟動能70%以上
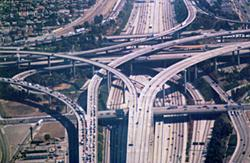
洛杉磯高速公路網
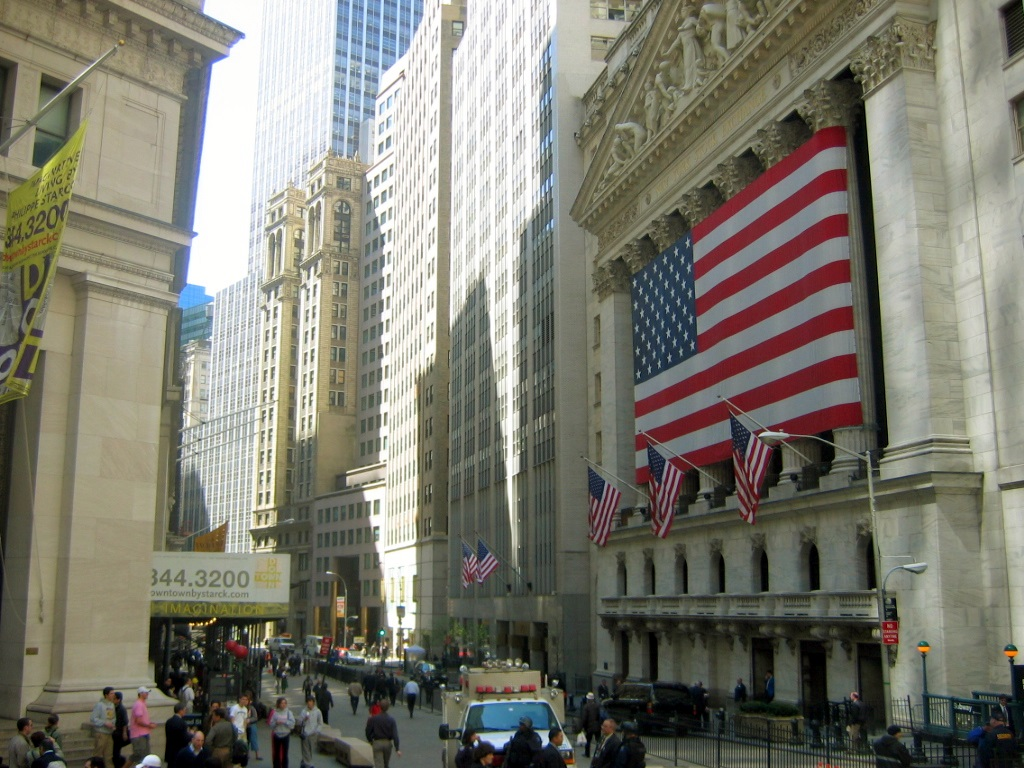
華爾街
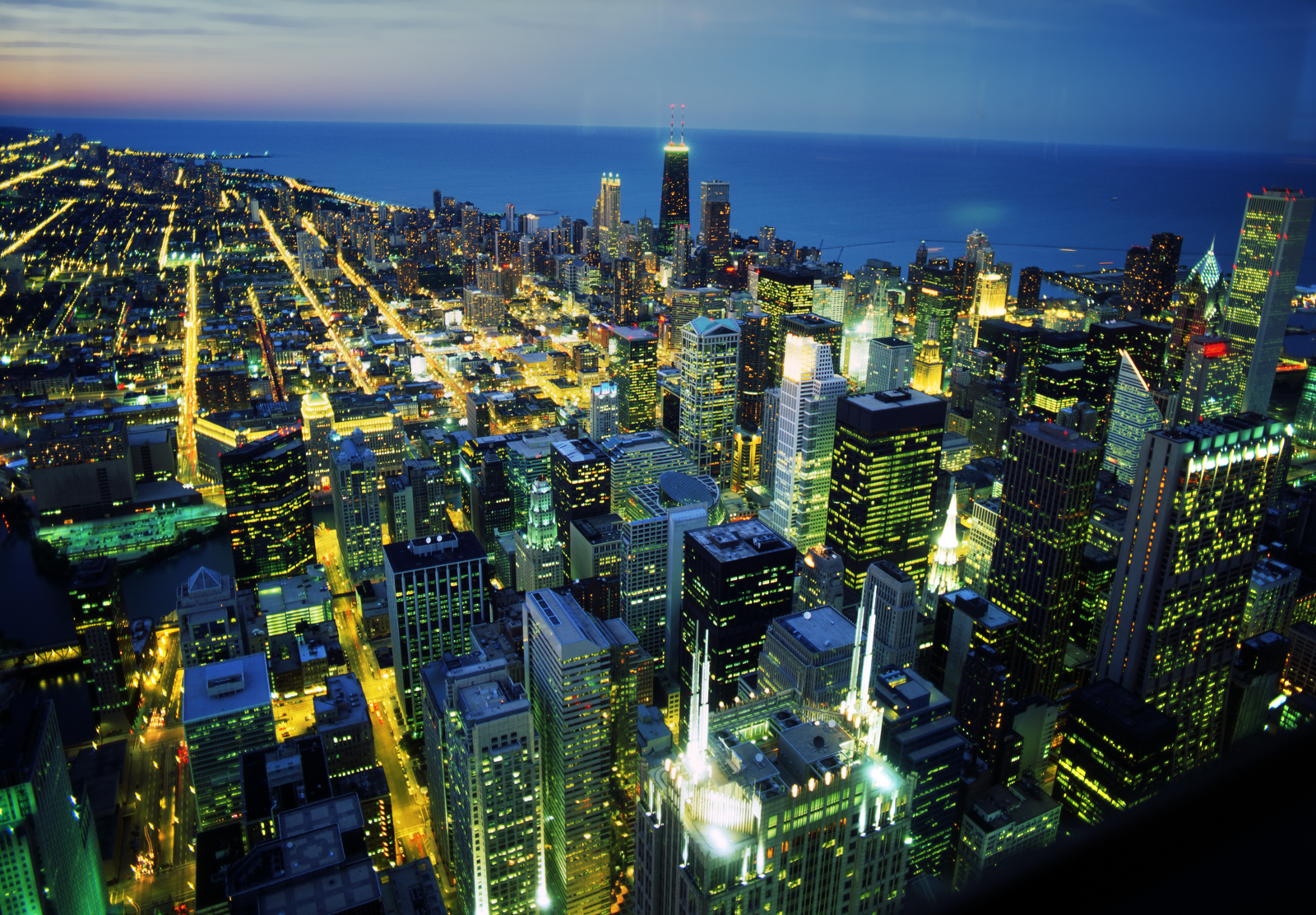
芝加哥商業區
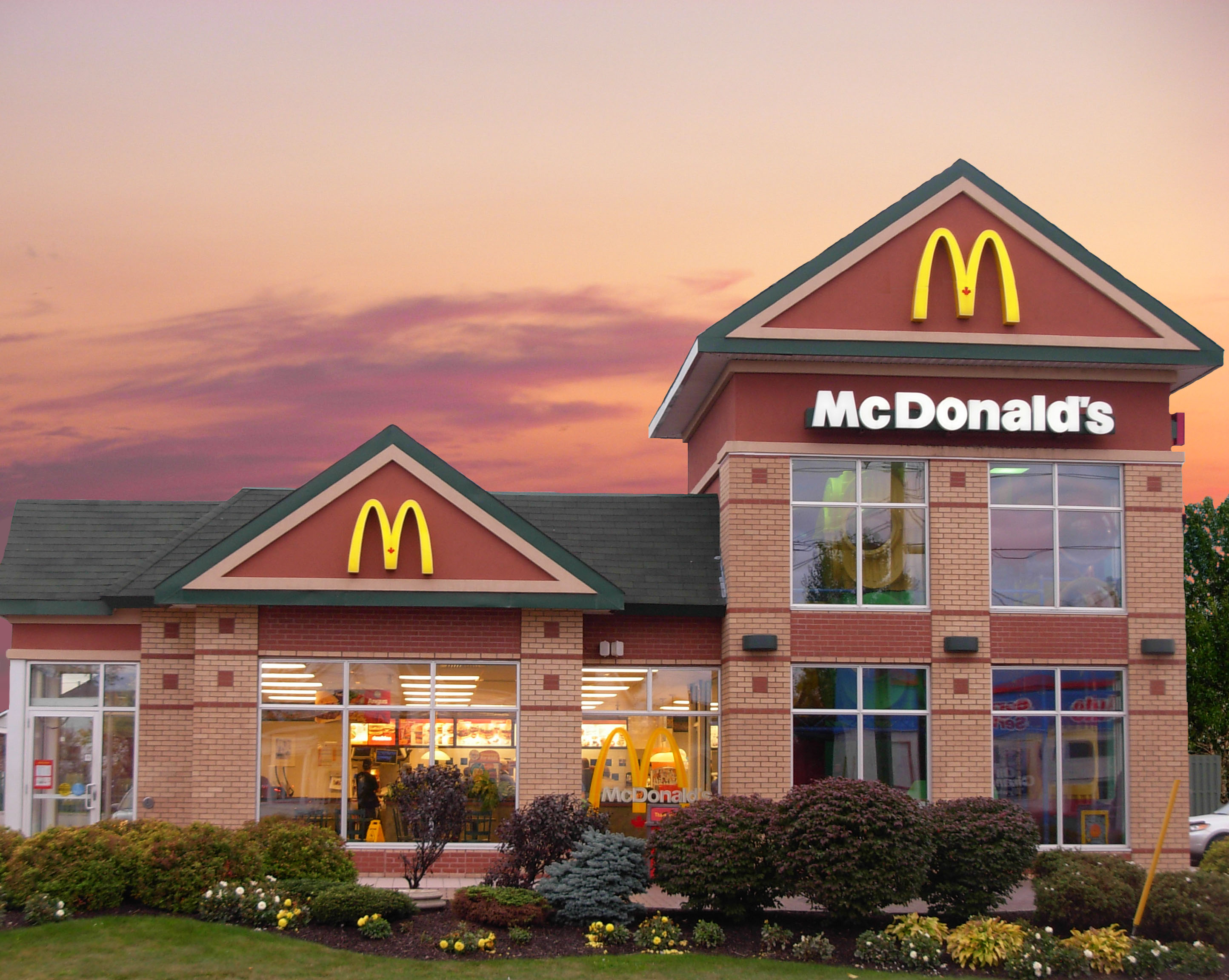
麥當勞
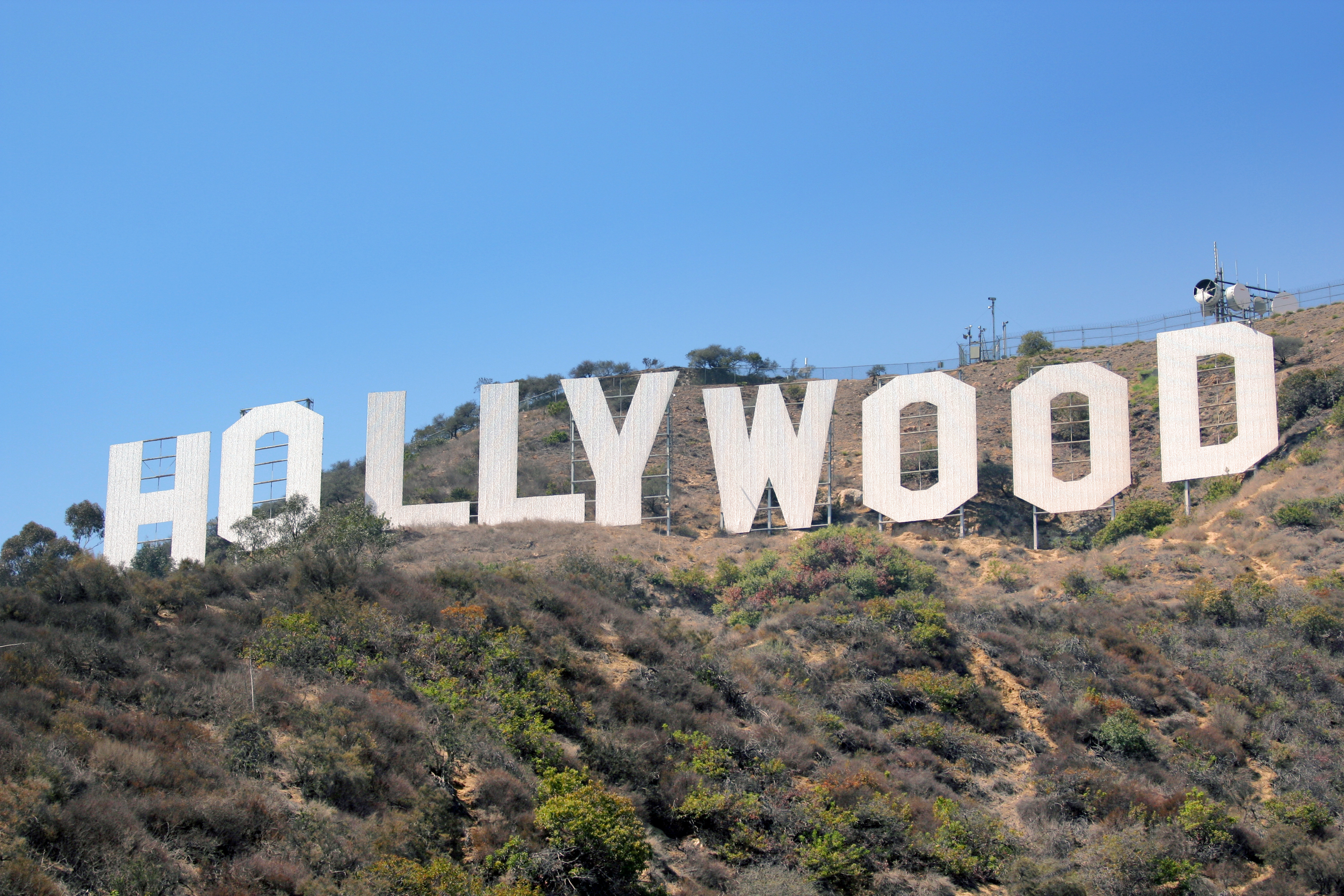
好萊塢電影工業
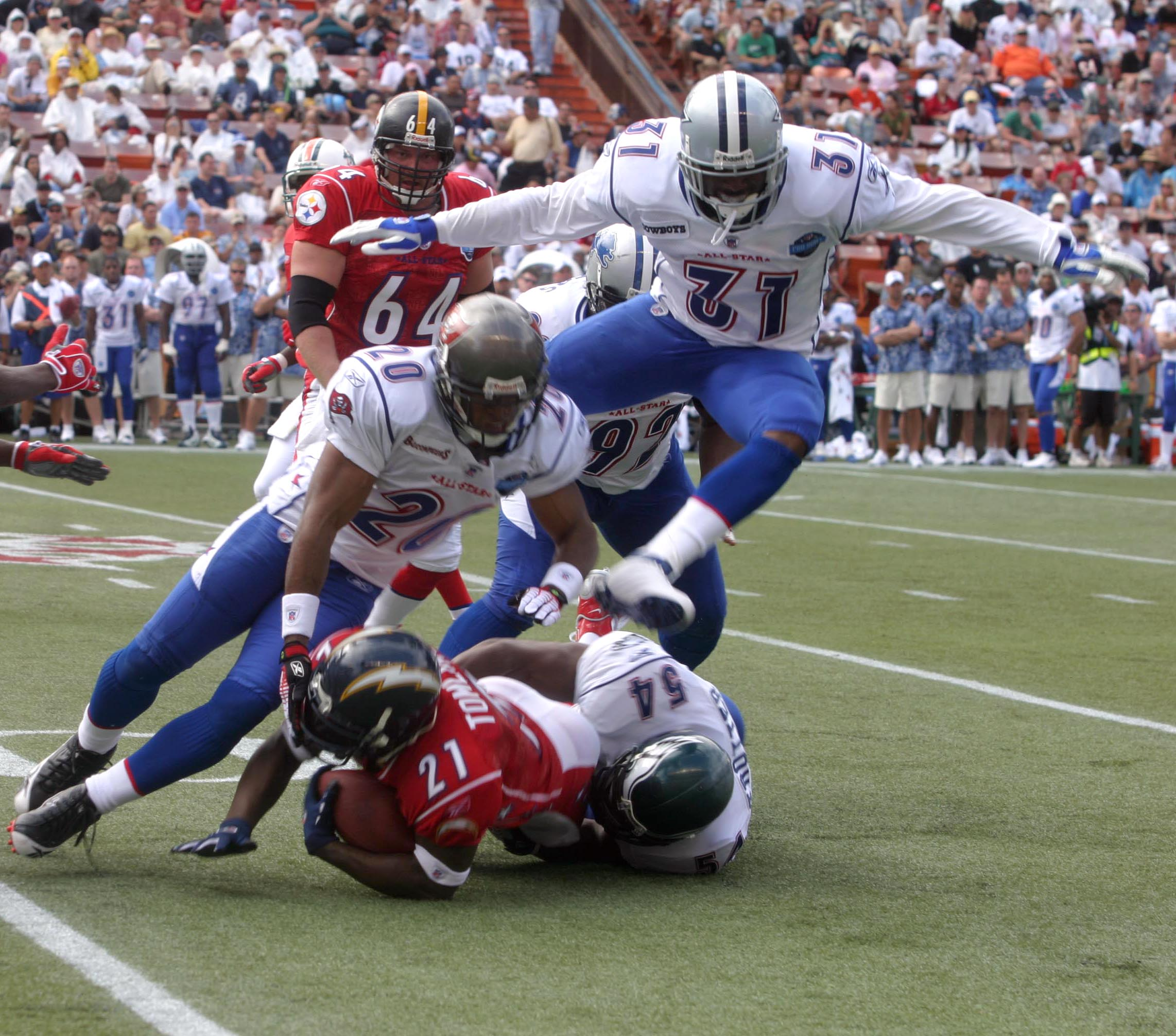
美式足球運動產業

## 经济指标数据

### 综合数据
下表显示了1980年至2023年的美国主要经济指标（2024年至2029年为國際貨幣基金組織的估计值）。通胀率低于5%时显示为绿色。

| 年份 | 按购买力平价计算GDP （十亿美元） | 按购买力平价计算人均GDP （美元） | 名义GDP （十亿美元） | 人均名义GDP （美元） | GDP增长 （实际） | 通胀率 （百分比） | 失业率 （百分比） | 政府债务 （占GDP百分比） |
| ---- | -------------------------------- | -------------------------------- | -------------------- | -------------------- | ---------------- | ----------------- | ----------------- | ------------------------ |
| 1980 | 2,857.3                          | 12,552.9                         | 2,857.3              | 12,552.9             | ▼−0.3%           | ▲13.5%            | 7.2%              | n/a                      |
| 1981 | ▲3,207.0                         | ▲13,948.7                        | ▲3,207.0             | ▲13,948.7            | ▲2.5%            | ▲10.4%            | ▲7.6%             | n/a                      |
| 1982 | ▲3,343.8                         | ▲14,405.0                        | ▲3,343.8             | ▲14,405.0            | ▼−1.8%           | ▲6.2%             | ▲9.7%             | n/a                      |
| 1983 | ▲3,634.0                         | ▲15,513.7                        | ▲3,634.0             | ▲15,513.7            | ▲4.6%            | ▲3.2%             | ▼9.6%             | n/a                      |
| 1984 | ▲4,037.7                         | ▲17,086.4                        | ▲4,037.7             | ▲17,086.4            | ▲7.2%            | ▲4.4%             | ▼7.5%             | n/a                      |
| 1985 | ▲4,339.0                         | ▲18,199.3                        | ▲4,339.0             | ▲18,199.3            | ▲4.2%            | ▲3.5%             | ▼7.2%             | n/a                      |
| 1986 | ▲4,579.6                         | ▲19,034.8                        | ▲4,579.6             | ▲19,034.8            | ▲3.5%            | ▲1.9%             | ▼7.0%             | n/a                      |
| 1987 | ▲4,855.3                         | ▲20,001.0                        | ▲4,855.3             | ▲20,001.0            | ▲3.5%            | ▲3.6%             | ▼6.2%             | n/a                      |
| 1988 | ▲5,236.4                         | ▲21,376.0                        | ▲5,236.4             | ▲21,376.0            | ▲4.2%            | ▲4.1%             | ▼5.5%             | n/a                      |
| 1989 | ▲5,641.6                         | ▲22,814.1                        | ▲5,641.6             | ▲22,814.1            | ▲3.7%            | ▲4.8%             | ▼5.3%             | n/a                      |
| 1990 | ▲5,963.1                         | ▲23,848.0                        | ▲5,963.1             | ▲23,848.0            | ▲1.9%            | ▲5.4%             | ▲5.6%             | n/a                      |
| 1991 | ▲6,158.1                         | ▲24,302.8                        | ▲6,158.1             | ▲24,302.8            | ▼−0.1%           | ▲4.2%             | ▲6.9%             | n/a                      |
| 1992 | ▲6,520.3                         | ▲25,392.9                        | ▲6,520.3             | ▲25,392.9            | ▲3.5%            | ▲3.0%             | ▲7.5%             | n/a                      |
| 1993 | ▲6,858.6                         | ▲26,364.2                        | ▲6,858.6             | ▲26,364.2            | ▲2.8%            | ▲3.0%             | ▼6.9%             | n/a                      |
| 1994 | ▲7,287.3                         | ▲27,674.0                        | ▲7,287.3             | ▲27,674.0            | ▲4.0%            | ▲2.6%             | ▼6.1%             | n/a                      |
| 1995 | ▲7,639.8                         | ▲28,671.5                        | ▲7,639.8             | ▲28,671.5            | ▲2.7%            | ▲2.8%             | ▼5.6%             | n/a                      |
| 1996 | ▲8,073.1                         | ▲29,947.0                        | ▲8,073.1             | ▲29,947.0            | ▲3.8%            | ▲2.9%             | ▼5.4%             | n/a                      |
| 1997 | ▲8,577.6                         | ▲31,440.1                        | ▲8,577.6             | ▲31,440.1            | ▲4.4%            | ▲2.3%             | ▼4.9%             | n/a                      |
| 1998 | ▲9,062.8                         | ▲32,833.7                        | ▲9,062.8             | ▲32,833.7            | ▲4.5%            | ▲1.5%             | ▼4.5%             | n/a                      |
| 1999 | ▲9,631.2                         | ▲34,496.2                        | ▲9,631.2             | ▲34,496.2            | ▲4.8%            | ▲2.2%             | ▼4.2%             | n/a                      |
| 2000 | ▲10,251.0                        | ▲36,312.8                        | ▲10,251.0            | ▲36,312.8            | ▲4.1%            | ▲3.4%             | ▼4.0%             | n/a                      |
| 2001 | ▲10,581.9                        | ▲37,101.5                        | ▲10,581.9            | ▲37,101.5            | ▲1.0%            | ▲2.8%             | ▲4.7%             | 53.1%                    |
| 2002 | ▲10,929.1                        | ▲37,945.8                        | ▲10,929.1            | ▲37,945.8            | ▲1.7%            | ▲1.6%             | ▲5.8%             | ▲55.5%                   |
| 2003 | ▲11,456.5                        | ▲39,405.4                        | ▲11,456.5            | ▲39,405.4            | ▲2.8%            | ▲2.3%             | ▲6.0%             | ▲58.6%                   |
| 2004 | ▲12,217.2                        | ▲41,641.6                        | ▲12,217.2            | ▲41,641.6            | ▲3.9%            | ▲2.7%             | ▼5.5%             | ▲66.2%                   |
| 2005 | ▲13,039.2                        | ▲44,034.3                        | ▲13,039.2            | ▲44,034.3            | ▲3.5%            | ▲3.4%             | ▼5.1%             | ▼65.5%                   |
| 2006 | ▲13,815.6                        | ▲46,216.9                        | ▲13,815.6            | ▲46,216.9            | ▲2.8%            | ▲3.2%             | ▼4.6%             | ▼64.2%                   |
| 2007 | ▲14,474.3                        | ▲47,943.4                        | ▲14,474.3            | ▲47,943.4            | ▲2.0%            | ▲2.9%             | ━ 4.6%            | ▲64.6%                   |
| 2008 | ▲14,769.9                        | ▲48,470.6                        | ▲14,769.9            | ▲48,470.6            | ▲0.1%            | ▲3.8%             | ▲5.8%             | ▲73.5%                   |
| 2009 | ▼14,478.1                        | ▼47,102.4                        | ▼14,478.1            | ▼47,102.4            | ▼−2.6%           | ▲−0.3%            | ▲9.3%             | ▲86.7%                   |
| 2010 | ▲15,049.0                        | ▲48,586.3                        | ▲15,049.0            | ▲48,586.3            | ▲2.7%            | ▲1.6%             | ▲9.6%             | ▲95.2%                   |
| 2011 | ▲15,599.7                        | ▲50,008.1                        | ▲15,599.7            | ▲50,008.1            | ▲1.6%            | ▲3.1%             | ▼8.9%             | ▲99.5%                   |
| 2012 | ▲16,254.0                        | ▲51,736.7                        | ▲16,254.0            | ▲51,736.7            | ▲2.3%            | ▲2.1%             | ▼8.1%             | ▲103.1%                  |
| 2013 | ▲16,880.6                        | ▲53,363.9                        | ▲16,880.6            | ▲53,363.9            | ▲2.1%            | ▲1.5%             | ▼7.4%             | ▲104.3%                  |
| 2014 | ▲17,608.1                        | ▲55,263.8                        | ▲17,608.1            | ▲55,263.8            | ▲2.5%            | ▲1.6%             | ▼6.1%             | ▼104.2%                  |
| 2015 | ▲18,295.0                        | ▲57,006.9                        | ▲18,295.0            | ▲57,006.9            | ▲2.9%            | ▲0.1%             | ▼5.2%             | ▲104.6%                  |
| 2016 | ▲18,804.9                        | ▲58,179.6                        | ▲18,804.9            | ▲58,179.6            | ▲1.8%            | ▲1.3%             | ▼4.9%             | ▲106.5%                  |
| 2017 | ▲19,612.1                        | ▲60,292.9                        | ▲19,612.1            | ▲60,292.9            | ▲2.5%            | ▲2.1%             | ▼4.4%             | ▼105.5%                  |
| 2018 | ▲20,656.5                        | ▲63,165.2                        | ▲20,656.5            | ▲63,165.2            | ▲3.0%            | ▲2.4%             | ▼3.9%             | ▲106.8%                  |
| 2019 | ▲21,539.9                        | ▲65,561.3                        | ▲21,539.9            | ▲65,561.3            | ▲2.6%            | ▲1.8%             | ▼3.7%             | ▲108%                    |
| 2020 | ▼21,354.1                        | ▼64,454.2                        | ▼21,354.1            | ▼64,454.2            | ▼−2.2%           | ▲1.2%             | ▲8.1%             | ▲132%                    |
| 2021 | ▲23,681.1                        | ▲71,231.5                        | ▲23,681.1            | ▲71,231.5            | ▲6.1%            | ▲4.6%             | ▼5.3%             | ▼124.5%                  |
| 2022 | ▲26,006.9                        | ▲77,801.3                        | ▲26,006.9            | ▲77,801.3            | ▲2.5%            | ▲7.9%             | ▼3.6%             | ▼118.8%                  |
| 2023 | ▲27,720.7                        | ▲82,253.9                        | ▲27,720.7            | ▲82,253.9            | ▲2.9%            | ▲4.1%             | ━ 3.6%            | ▲118.9%                  |
| 2024 | ▲29,184.9                        | ▲85,812.1                        | ▲29,184.9            | ▲85,812.1            | ▲2.8%            | ▲2.9%             | ▲4%               | ▲120.7%                  |
| 2025 | ▲30,507.2                        | ▲89,105.2                        | ▲30,507.2            | ▲89,105.2            | ▲1.9%            | ▲2.9%             | ▲4.1%             | ▲122.4%                  |
| 2026 | ▲31,717.6                        | ▲92,096.5                        | ▲31,717.6            | ▲92,096.5            | ▲1.7%            | ▲2.4%             | ━ 4.1%            | ▲123.6%                  |
| 2027 | ▲32,941.7                        | ▲95,087.3                        | ▲32,941.7            | ▲95,087.3            | ▲2%              | ▲2.1%             | ▼4%               | ▲124.9%                  |
| 2028 | ▲34,342.1                        | ▲98,547.4                        | ▲34,342.1            | ▲98,547.4            | ▲2.1%            | ▲2.1%             | ▼3.9%             | ▲125.9%                  |
| 2029 | ▲35,712.8                        | ▲101,880.8                       | ▲35,712.8            | ▲101,880.8           | ▲2.1%            | ▲2.1%             | ▼3.8%             | ▲131.7%                  |

### 国内生产总值
美国的国内生产总值长期居于世界前列。2017年，美国名义GDP达到19.5万亿美元，位居全球第一。到了2018年第一季度，名义GDP首次突破20万亿美元；在经济结构上，美国经济约70%由个人消费支撑，商业投资占比约18%，政府支出约17%，而净出口则因贸易逆差保持在负3%左右，反映出美国消费驱动型经济的基本特征。在经济增长方面，2017年美国实际GDP增长率为2.3%，高于2016年的1.5%，但略低于2015年的2.9%。2018年四个季度的年化增长率分别为2.2%、4.2%、3.4%和2.2%，其中第二季度的表现是自2014年第三季度以来的最佳水平。全年实际GDP增长2.9%，为近十年来的最高增速。这一阶段，美国经济在金融危机后逐渐恢复，进入了相对稳定的扩张期。然而，2020年因新冠疫情冲击，经济陷入急剧下滑。第一季度GDP按年化计算下降5.0%，第二季度则出现了历史罕见的32.9%的大幅萎缩。在全球范围内，美国GDP的地位也经历了新的变化。中国按购买力平价计算GDP在2014年超越美国，在此之前，美国在这一指标上保持了逾百年的领先地位。中国在过去40年间的经济增速超过美国三倍以上，使两国在全球经济格局中的相对位置出现转变。2017年，欧盟整体的GDP比美国大约高5%，但由于欧盟是一个政治联盟而非单一国家，美国仍保持着全球最大单一经济体的地位，并在名义GDP上继续领先世界。
人均产出方面，美国实际人均GDP（以2009年美元计）在2017年为52,444美元，并自2010年以来逐年上升。从长期趋势来看，美国人均实际GDP在1960年代平均每年增长3.0%，1970年代为2.1%，1980年代为2.4%，1990年代为2.2%，但在2000年代明显放缓，仅为0.7%，2010年至2017年进一步降至0.9%。这一长期增长放缓的原因在学界存在争论，可能涉及人口老化、人口增速与劳动人口增幅放缓、生产率提升乏力、企业投资减少、收入不平等加剧导致消费需求不足、缺乏重大技术创新以及劳动群体议价能力下降等多重因素。即使如此，美国在2017年仍在人均GDP排名中位列全球220个经济体中的第20位。
由于政策环境与国际背景对经济表现的共同作用，不同总统任期内经济增长情况差异显著。比尔·克林顿任期内，美国实际GDP累计增长幅度最大，其次是罗纳德·里根，再次是巴拉克·奥巴马。2000年至2014年上半年，美国实际GDP平均年增长率为1.7%，大约为此前长期历史平均水平的一半。这一相对放缓的增长趋势，也成为美国经济学界持续关注与探讨的课题。

## 产业

### 第一產業
美國的第一產業主要包括農業、林業、漁業與礦業。根據聯邦儲備局數據顯示，2025年第一季農業、林業、漁獵等產業佔GDP比重約0.8%；礦業約1.4%；公共事業（如水電等）約1.5%。雖然在國內生產總值中所佔比例較小，但依舊是重要的經濟活動。美國農業資源豐富，耕地與牧地總面積約4.3億公頃，佔全球農業用地的約15%。得益於優越的自然條件與高度機械化、科技化的生產手段，美國農業產出位居世界前列。其糧食總產量約佔全球五分之一，尤其在小麥、玉米、大豆、棉花及肉類生產方面均保持領先。美國不僅能夠滿足國內消費需求，也長期作為世界重要的農產品出口國。除農業外，美國森林資源亦十分豐富，森林及草地面積總計約6.5億公頃，森林覆蓋率達33%，林地規模僅次於加拿大與巴西，居世界第三位。林業與漁業共同支持了美國食品與木材加工產業的發展。同時，美國礦產資源同樣在全球居於重要地位。煤炭、石油、天然氣等能源儲量豐富，有色金屬如銅、鉛、鋅，以及非金屬礦物如硫磺、磷酸鹽、鉀鹽等均在世界上佔據前列，為國家工業發展提供了穩定的原料保障。

### 第二產業
美國是全球製造業大國之一。根據聯邦儲備局數據顯示，2025年第一季製造業（製造業整體）佔GDP比重約9.7%，其中耐用消費品佔5.2%，非耐用消費品佔4.4%。建築業佔約4.5%，批發貿易約5.9%，零售貿易約6.3%，運輸與倉儲約3.3%。早在19世紀中葉，美國便逐步成長為工業強國，20世紀初建立起較完善的工業體系。鋼鐵、汽車與石油化工一度是美國最具代表性的支柱產業，而電氣設備與航空工業也在當時奠定了堅實基礎。進入二戰後，美國憑藉著雄厚的科學研究與產業基礎完成了世界第一台電腦的開發，並在半導體與積體電路領域率先突破，逐漸形成了在電子與資訊技術上的全球優勢。知名企業如英特爾、超微半導體、惠普、戴爾等相繼崛起，成為推動美國科技產業與製造業升級的重要力量。
到21世紀，美國的製造業總產值依舊位居世界前列。 2013年，其工業產出達2.4兆美元，規模超過德國、法國、印度與巴西的總和。美國在全球製造業中佔比約18%，雖然這一比例隨著其他國家的崛起下降，但仍具有顯著影響力。美國製造業涵蓋範圍廣泛，包括石油、鋼鐵、汽車、機械設備、航太、電子產品、化學、食品加工、消費品及軍事工業等領域。其中，航空航太工業尤為突出，美國長期在全球飛機製造業處於領先地位。波音、洛克希德·馬丁、賽斯納與通用動力等企業生產了全球大量的民用與軍用飛機，產業分佈在美國多個州，形成高技術、高附加價值的產業鏈。
然而，美國製造業在就業方面經歷了較大波動。 1979年製造業就業人數曾達到歷史高點，但2004年已減少約520萬個職位，降至1950年以來最低水準。鋼鐵業的就業人數也從1980年的50萬人降至2,000年的22.4萬人。這一趨勢反映出隨著生產力提高、貿易全球化以及產業轉移的加速，美國勞力密集型製造業逐漸外遷至墨西哥與亞洲等勞工力成本較低的地區地區，而國內則更集中在電信、醫藥、航空航太及重型機械等技術密集型與資本密集型產業。雖然就業機會減少，但保留下來的職位技能水準與薪資水準較高。汽車與電子產業仍是美國重要的出口產品，軍工與高階設備製造在全球市場保持競爭力。

### 第三產業
第三產業在美國經濟中佔據主導地位，貢獻了國內生產總值的大部分，並吸收了全國超過四分之三的勞動力。服務業包括金融、保險、房地產、專業技術服務、教育、醫療、娛樂與資訊科技等多項產業。根據聯邦儲備局數據顯示，2025年第一季金融、保險、房地產、租賃佔GDP比重約21.3%；專業與商業服務佔13.3%；教育、醫療與社會援助佔8.8%；藝術、娛樂、住宿與餐飲佔4.4%；其他服務（含政府除外）佔2.1%。消費者支出在2023年達到近19兆美元，約佔GDP的68%。
其中，金融、保險、航運、商業服務與資訊科技是其中最具代表性的產業。紐約作為美國第一大城市與經濟中心，同時也是全球金融與服務業的重要樞紐。紐約證券交易所與納斯達克交易所是全球最具影響力的資本市場，美國證券與債券市場被視為世界經濟的重要晴雨表。美國在資訊科技與創意產業方面同樣具備強大優勢。加州的矽谷聚集了微軟、蘋果、Google、亞馬遜與臉書等全球領先的科技公司，推動了資訊服務、電子商務與數位經濟的快速發展。美國好萊塢則是全球電影產業的中心，不僅為國內帶來大量產值，也在全球產生深遠文化與經濟影響。教育產業在美國經濟中佔據獨特地位，其高等教育體系吸引了大量國際留學生前來深造，推動人才流動並帶來經濟效益。旅遊業也是重要的第三產業，美國憑藉多元自然的景觀與文化資源，在全球旅遊收入中排名前列。

### 產業地理

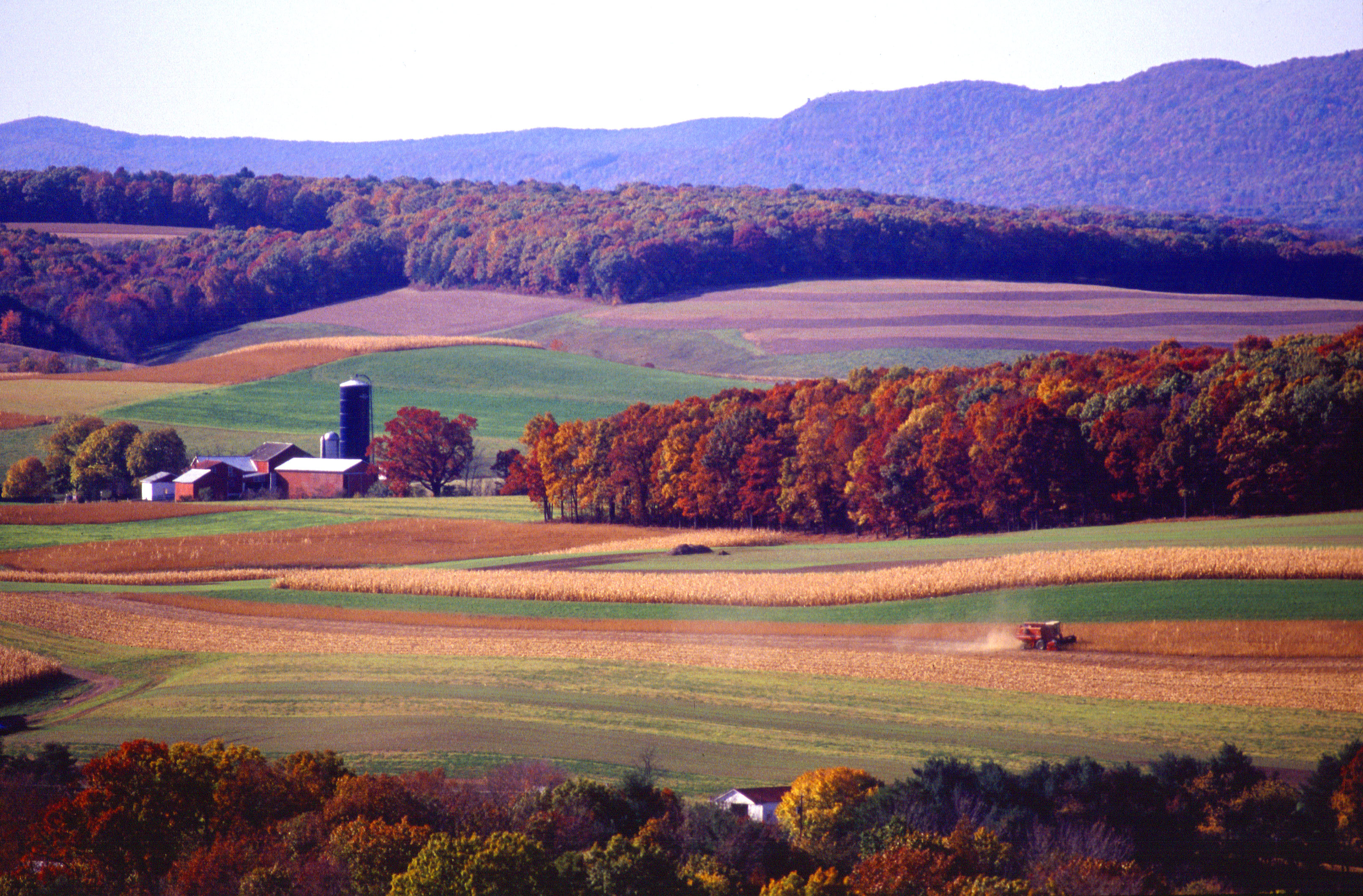
一個位於宾夕法尼亚州的農場

美國經濟擁有高度多元化的產業結構，不同產業往往在特定地區形成集聚，並塑造了當地的城市發展與社會特色。
紐約市被廣泛視為美國乃至全球的金融中心。華爾街象徵著美國龐大的金融業，包括大型銀行、投資公司與對沖基金，如高盛、摩根大通、摩根士丹利與花旗銀行皆將總部設於曼哈頓。美國金融業最早並非誕生於紐約，而是起源於費城，因其曾是美國政治重鎮並短暫作為國都。然而，隨著紐約憑藉天然良港與伊利運河的開通，成為連接大湖區的重要貿易樞紐，逐漸取代費城的地位。1817年紐約證券交易所的成立鞏固其金融核心的地位。
在美國西岸，舊金山灣區則成為全球科技產業的代名詞。蘋果、谷歌、思科等大型科技公司的總部均坐落於矽谷，其成形與二戰時期的軍事需求以及史丹佛大學、加州大學柏克萊分校等高等學府密不可分。當時，美國政府原先重視波士頓的科技潛力，但由於當地交通不便，逐漸將研發資源轉移至灣區。矽谷原本以農業為主，卻因大學人才的匯聚與政府的資金投入，迅速轉型為創新基地。如今，這裡不僅是大型科技企業的聚集地，也是創業公司與風險投資的搖籃。
洛杉磯則是美國娛樂產業的核心。好萊塢的名聲早已成為美國乃至全球影視與音樂產業的代表。20世紀初期，因托馬斯·愛迪生在新澤西掌握電影專利並嚴格限制產業發展，許多製片公司選擇遠走加州。洛杉磯的地理和氣候條件且低廉的土地價格，使得製片廠得以在當地建立規模龐大的基礎設施，逐步形成產業集群。自此，美國影視與音樂產業持續以洛杉磯為核心。
媒體產業則在紐約、華盛頓特區與舊金山之間形成三足鼎立的局面。紐約與華盛頓憑藉政治與經濟優勢，成為新聞媒體的核心，如《紐約時報》、CNN、彭博與福克斯新聞等皆以此為基地。而隨著互聯網時代的發展，社交媒體公司則偏向西岸，因為矽谷的科技優勢與洛杉磯的娛樂產業能為其提供豐富的人才與資源。
底特律長期以來是美國汽車產業的象徵。這與亨利·福特在此地創立汽車工業密切相關。底特律原有雄厚的製造業基礎，加上地理位置既能依靠五大湖的水路交通，又位於芝加哥與紐約之間，能夠輕鬆觸及美國主要市場，這些條件使底特律成為「汽車之城」，福特汽车、通用汽車與克萊斯勒等公司皆以此為根據地。
自然資源方面，德克薩斯州因緊貼墨西哥灣，成為美國石油業的重鎮，尤其以休士頓最為突出。而賓夕法尼亞州與阿帕拉契亞地區則以煤礦與鋼鐵聞名，匹茲堡因而成為重要的工業城市。
農業與畜牧業則廣泛分布於美國中西部、加利福尼亞州、德克薩斯州以及南部部分地區。中西部因肥沃的土壤與適宜的氣候，被稱為「美國糧倉」，而加州則憑藉灌溉系統成為重要的水果與蔬菜供應地。德州與南部則以畜牧業與棉花等作物為主。這些農業資源進一步推動了食品加工業的興起，如明尼阿波里斯的嘉吉公司與阿肯色州斯普林代爾的泰森食品公司。

## 國際貿易
美國是全球最重要的貿易大國之一，其對外貿易在世界經濟體系中占有舉足輕重的地位。至2024年，美國仍是全球最大的貿易國家。美元在國際貿易中發揮核心作用，約有60%的國際交易資金以美元結算。作為全球主要儲備貨幣，美元不僅廣泛流通，亦被用作黃金、石油等大宗商品的標準計價單位，進一步鞏固了美國在國際金融與貿易中的地位。
在區域貿易方面，1994年簽訂的《北美自由貿易協定》（NAFTA）創造了當時全球最大的貿易集團，極大促進了美國與加拿大、墨西哥之間的商品與服務流通。雖然該協定於2018年被《美墨加協定》（USMCA）取代，但此一貿易框架仍是美國貿易體系的重要基石。
然而，美國長期存在貿易逆差問題。自1976年以來，美國在商品貿易方面持續出現逆差；自1982年起，經常帳戶亦長期為負。儘管如此，美國在服務貿易方面長期保持順差，部分彌補了商品貿易的逆差。例如，2013年美國服務貿易順差達到2,310億美元，創下新高。從整體數據來看，美國的貿易逆差近年有擴大趨勢。2016年，美國貿易逆差為5,020億美元；至2017年增至5,520億美元，一年内增幅達10%。當年，美國進口總額達2.90萬億美元，出口總額為2.35萬億美元。其中，商品貿易逆差為8,070億美元，而服務貿易順差為2,550億美元。這是由於美國在製造業產品方面對進口依賴較大，但在金融、科技、知識產權與高端服務領域則保持強勢。
美國的主要貿易夥伴遍及全球，前十大夥伴分別為中國大陸、加拿大、墨西哥、日本、德國、韓國、英國、法國、印度與臺灣。以中國大陸為例，美國與中國大陸的商品貿易逆差在2016年為3,470億美元，至2017年增至3,760億美元，增幅達8%。同年，美國與墨西哥的商品逆差為710億美元，與加拿大的逆差為170億美元。這些數字反映出美國與主要貿易夥伴之間的進出口關係中，進口規模往往大於出口。
從商品結構來看，美國需大量進口以滿足其工業與消費市場需求，進口商品包括礦物油、鐵礦石、機械設備、棉紗、玩具、潤滑油、鋼鐵、茶葉、糖與咖啡等。同時，美國的出口商品亦相當多樣，既有小麥、玉米與大豆等農產品，也涵蓋飛機、汽車、電腦、紙張與工業機床等高附加價值產品。2016年，美國經常帳戶逆差高達4,694億美元，凸顯其龐大的進口需求。至2019年，美國製造業商品出口總額達1.37萬億美元，其中加拿大、墨西哥、中國、日本與英國合計占出口市場的35.44%。
值得注意的是，美國出口企業的數量相對有限，出口高度集中於少數大型企業。2009年的一項研究顯示，僅有18%的美國製造業企業從事出口業務；而在所有出口企業中，規模最大的1%就貢獻了81%的出口總額。此一高度集中的結構反映出美國出口市場依賴少數跨國企業，如波音、蘋果、通用汽車等企業在美國出口中占據主導地位。

## 金融市場
美国是全球金融体系最发达的国家。以上市公司證券價值衡量，紐約證券交易所（NYSE）的規模超過世界其他任何交易所的三倍。截至2025年8月，紐約證券交易所的上市公司總市值約為31.7兆美元，穩居全球最大股票交易所之首，該交易所擁有超過2,100家上市公司，涵蓋眾多藍籌企業。至另一個核心市場是納斯達克交易所（NASDAQ），截至2025年8月總市值約為19.2兆美元，僅次於紐約證券交易所和東京證券交易所，位居全球第三，涵蓋超過3,500家上市公司。與紐約證券交易所相比，納斯達克更集中於高成長、高波動性的企業，吸引大量機構與散戶投資者。由於美國股市在國際金融體系中具有舉足輕重的地位，其波動不僅影響本國經濟，也波及全球市場。紐約大學於2014年的研究指出，在短期內，美國股市的變動多由影響風險承擔意願的因素所驅動，而非僅與總體經濟基本面相關。至於長期的影響，則更多來自於經濟衝擊如何在勞工與股東之間重新分配生產報酬，相較之下，生產力衝擊對於股市歷史波動的影響相對有限。
美國銀行業的結構在過去數十年間亦發生明顯的集中化趨勢。1988年時，全美約有12,500家存款少於3億美元的小型銀行，以及約900家規模較大的銀行。經過無數的併購之後，到2012年小型銀行數量減少至4,200家，而規模較大的銀行則增至1,800多家。根據資產規模排名，美國前十大銀行包括摩根大通、美國銀行、花旗集團、富國銀行、高盛、摩根士丹利、美國合眾銀行、紐約梅隆銀行、北美滙豐控股以及第一資本金融公司。
美國金融業自20世紀中期以來快速成長。1947年，金融業僅占全國非農業企業利潤的10%，但至2010年已上升至50%。同期，金融業收入佔國內生產總值的比率從2.5%增加至7.5%，在企業總利潤中的占比也從10%升至20%。與此同時，金融業員工薪資的增長幅度與全美最頂端1%收入群體的收入比重走勢密切呼應。以紐約市為例，金融業的平均年薪從1981年的8萬美元上升至2011年的36萬美元，而該市的平均薪資則僅從4萬美元增至7萬美元，凸顯金融業報酬的高度集中。
然而，金融業的快速擴張並非毫無爭議。2012年，國際貨幣基金組織的一項研究指出，美國金融業的規模已大到拖慢經濟增長的程度。紐約大學經濟學家托馬斯·菲利普蓬的研究則估算，美國每年在金融服務上超支約三千億美元，並認為該產業需要縮減20%。哈佛大學與芝加哥大學的經濟學者在2014年進一步計算出，從事研究與開發的勞工每賺取一美元，能為GDP增加五美元；相對之下，金融業勞工每賺取一美元，則使GDP減少0.60美元。國際清算銀行的研究結果也與此一致，認為金融業的過度擴張阻礙了經濟成長，並削弱了以研究與開發為基礎的產業發展。

## 就业市场

### 劳动人口
截至2017年，美国劳动人口总数约为1.604亿人，仅次于中国、印度和欧盟，居世界第四。美国的就业主体主要由私营部门和公共部门构成，其中私营部门吸纳了大约85%的就业人口，而联邦、州和地方三级政府合计雇用了约14%的劳动人口。整体上美国的就业结构以市场驱动为核心，但政府依然是重要的雇主之一。在企业规模的分布上，小企业是美国经济与就业的核心支柱。全国超过99%的私营部门雇主为小企业，总数接近3000万，约64%的新增就业职位来自小企业。与此同时，大企业同样在经济中占据重要地位，雇佣了大约36%的劳动人口，其中不乏全球规模最大的公司。例如，沃尔玛不仅是全球营业额最高的公司，也是全球最大的私人雇主，仅在美国境内就雇用了约140万人。
就业类型方面，美国劳动人口中白领群体所占比例持续上升。2000年时，白领劳动者占劳动人口总数的34%，而到2022年这一比例已达到44%，反映出美国经济在服务业和知识型产业上的转型趋势。同时，大约28.4万劳动人口同时拥有两份全职工作，另有760万人在全职工作之外还兼职。不同种族与族裔群体亦活跃于就业市场，约占美国人口35%的少数族裔群体，包括西班牙裔、非洲裔、亚裔与美洲原住民，共拥有410万家企业。这些企业的年产值接近7000亿美元，并提供近500万个就业职位，成为美国多元化经济的重要组成部分。
收入水平方面，美国长期保持在经合组织国家中的领先位置。2008年美国家庭的收入中位数为52,029美元，而美国雇员的平均收入在全球主要发达国家中居于前列。然而，自1970年代以来，美国工人收入增长与劳动生产率之间出现了“脱钩”现象，即生产率持续提升，但工资增长相对缓慢，这种趋势对美国就业结构和社会收入分配产生了深远影响。
工会在美国就业体系中的作用经历了明显的变化。当前大约12%的美国劳动人口是工会成员，其中多数在政府部门就业。工会会员数在过去几十年持续下降，与此同时劳动在国民经济中所占的份额也同步减少。世界银行将美国评为全球在雇佣与解雇灵活度方面最为便利的国家之一。然而，美国也是唯一一个没有在法律层面保障带薪休假或带薪病假的发达经济体，并且也是世界上少数没有将带薪育婴假作为法定权利的国家之一。国际工会联合会在2014年和2020年两次对美国劳工权益进行评估，均给出了5分制中的第三级低分，即4分。2023年乐施会的研究也显示，美国在劳工保护方面在发达国家中排名靠后。与此同时，美国工作环境中还存在工作压力过大、工作时间冗长以及就业不稳定等现象。据研究估算，由于管理压力与恶劣工作条件，每年额外造成约12万人的过早死亡，使得工作环境成为美国的第五大死亡原因。

### 失业
受到经济周期、社会结构和产业转型的影响，美国的失业状况在不同时期表现出明显的波动。截至2017年12月，美国官方失业率为4.1%，约合660万人失业。与此同时，政府采用更广义标准的U-6失业率（包括兼职不足就业人群）为8.1%，对应约820万人。在这一时期，美国总人口为3.27亿人，劳动人口约为1.606亿人。
在2009年至2010年间，金融危机与“大衰退”带来的冲击导致美国出现“无就业复苏”的问题。长期失业人数达到创纪录的水平，仅2010年1月就有超过600万人寻找工作时间超过六个月，这种状况尤其严重影响了年长者。2009年经济衰退结束后的一年中，移民群体增加了65.6万个就业岗位，而本土出生的劳动者却流失了超过100万个岗位，这部分原因与美国人口老龄化和人口结构变化相关。2010年4月，美国官方失业率为9.9%，但广义U-6失业率高达17.1%。从2008年2月至2010年2月，因经济原因被迫兼职的人数增加了400万，达到880万人，在短短两年间增长了83%。到2013年，尽管官方失业率已经下降到8%以下，但长期失业人口比例依然偏高，同时家庭收入持续下降，显示经济复苏伴随着就业不足。直至2014年5月，美国的非农就业人数才恢复至2007年11月危机前的水平，就业市场逐渐回暖。
而在国际上，美国在二战后时期的失业率一度偏高，但自1980年代中期以来，其失业率普遍低于欧元区，并在大多数年份保持显著差距。与此同时，美国的产业结构发生了显著变化。1955年，服务业就业人口占55%，工业占比在30%至35%之间，农业则在10%至15%之间。到1980年，服务业比例已超过65%，工业降至25%至30%，农业就业不足5%，标志着就业结构向服务业高度集中。不同群体间的失业差异也十分明显。2009年男性失业率为9.8%，显著高于女性的7.5%。在种族层面，白人失业率为8.5%，而非裔美国人高达15.8%。青年群体面临的失业压力更为严重，2009年7月美国青年失业率达到18.5%，创下自1948年以来同期最高水平，2013年5月非洲裔青年的失业率更是高达28.2%。
新冠疫情爆发对美国失业形势造成了前所未有的冲击。2020年4月，美国失业率一度达到14.7%，创下历史最高纪录。第二季度国内生产总值下降32.9%，为美国现代经济史上罕见的萎缩幅度。尽管如此，随着经济逐步重启和政策刺激，失业率在2020年6月回落至11.1%。随后，美国失业率持续快速下降，到2021年已降至3.9%。2023年5月，失业率保持在3.7%的水平，接近历史低点，显示疫情后的就业市场在短期内恢复较快。

## 收入與財富

### 家庭收入
美國家庭收入是衡量經濟狀況和中產階級生活水平的重要指標，家庭收入的變動反映了經濟環境、人口結構和勞動市場的變化。2010年代初期，美國經濟從2008年金融危機中逐漸恢復，中位數家庭收入緩慢回升，但增長速度有限。2016年，經通脹調整後的實際家庭收入中位數達到59,039美元，創下歷史新高。然而，這一數字僅略高於1998年的紀錄，顯示中產階級家庭的購買力在過去近二十年間幾乎停滯不前，甚至有所下降，顯示美國經濟雖然有所增長，但中產階級的實際收入並未顯著提升。美國的平均家庭收入在經濟合作與發展組織國家中位居首位，但美國的家庭收入中位數在2010年時從2007年的第二位下降至第四位，與加拿大的中產階級收入持平，與其他先進經濟體的中產階級收入差距也在逐漸縮小，顯示美國在全球經濟競爭中的中產階級收入優勢正在減弱。
2020年，美國的整體家庭收入中位數為67,521美元，而個人收入中位數（針對15歲及以上的個人）為35,805美元。對於全職工作者，2020年的個人收入中位數達到56,287美元。家庭收入與個人收入之間存在顯著差異，這在很大程度上是因為61%的家庭擁有兩個或以上的收入來源。這種雙收入家庭的普遍性使得家庭收入整體高於個人收入。此外，若將收入按五分位數劃分，2022年個人收入前五分之一（最高收入群體）的平均收入達到117,162美元，顯示出收入分配的不均等現象。
2023年，實際中位數家庭收入達到80,610美元，較2022年的77,540美元增長了4.0%，這是自2019年以來首次出現統計上顯著的年度增長。不同族裔群體的收入增長速度存在差異，部分群體的經濟改善速度快於其他群體，白人家庭的實際中位數收入增長了5.4%，非拉丁裔白人家庭增長了5.7%。然而，黑人、亞裔和拉丁裔家庭的收入中位數在同一時期內並未出現顯著變化。
此外，家庭收入的增長還受到教育水平的影響。根據美國人口普查局的數據，家庭收入與戶主的教育程度密切相關。擁有學士學位或更高學歷的家庭，其收入中位數顯著高於僅有部分大學教育或更低學歷的家庭。例如，擁有學士學位或更高學歷的家庭在2018年的收入中位數為73,446美元，而擁有副學士學位的家庭為51,970美元。

### 收入不平等
美國的收入不平等自20世紀初開始被系統化衡量以來，呈現出明顯的歷史波動。自1915年前後有數據以來，收入分配的差距曾在1920年代與2000年代達到高峰，而在1950年至1980年間，收入差距相對縮小，這一階段被稱為「大壓縮」。然而，隨後的不平等程度不斷加劇，進入了一個被學術界稱為「大分化」的時期。在已開發的後工業化國家之中，美國的收入不平等程度居於首位。頂端1%的市場收入份額依然在過去數十年間大幅上升，從1979年的9.6%攀升至2007年的20.7%，即便在2008年金融危機後回落，2016年仍維持在17.5%的高位。
若僅從稅前與轉移支付前的收入來看，美國的收入不平等程度與其他發達國家相近，但在經過稅收與轉移支付調整後，美國的不平等程度則顯得更高，顯示其財政政策對收入再分配的作用較弱。根據美国人口普查局《2023年當前人口調查年度社會與經濟補充》（CPS ASEC）報告，2023年家庭收入分布中的最低五分位平均市場收入約為20,400美元，最高五分位平均市場收入約為353,800美元，頂端1%家庭平均市場收入約為2,300,000美元，最高五分位的平均收入約為最低五分位的17.3倍，頂端1%家庭的平均收入約為收入中位數（80,610美元）的28.5倍。
這樣的收入不平等不僅是經濟層面的現象，也對政治與社會產生深遠影響。經濟學者指出，不平等可能導致國內生產總值的增長放緩、社會階層流動性下降、貧困率上升，以及家庭負債依賴增加，進而提高金融危機的風險。此外，不平等也可能加劇政治極化，使政策討論更加分裂。造成這些現象的原因眾多，包括高階管理人員薪酬相對於一般工人的大幅上升、金融化進程加快、市場集中度提升、工會化率下降、高收入群體有效稅率下降，以及新技術變革更有利於高學歷人群等。
在衡量方法上，不同數據來源與統計方式往往得出差異明顯的結果，例如採用現金收入（市場收入）或是稅收與轉移支付之後的可支配收入，會得出不同的衡量值。基尼係數是一種國際通用的衡量工具，其值在0時表示完全平等，在1時則表示極端不平等。根據美國人口普查局的數據，2018年美國的基尼係數達到0.485，創下新高；2020年升至0.488，2021年進一步升至0.494，這些數值均以稅前現金收入為基礎，顯示出持續惡化的趨勢。
美國的稅收與轉移支付政策具有一定的累進性，能在一定程度上降低不平等。美國的稅制通常是收入愈高，稅率愈高，低收入群體特別是有家庭負擔者，不僅不需繳納聯邦所得稅，甚至可能透過子女稅收抵免與所得稅抵免等稅務優惠獲得淨補貼。根據國會預算辦公室（CBO）的數據，2016年美國市場收入下的基尼係數為0.59，但經過稅收與轉移支付調整後降至0.42，顯示財政政策對縮小差距仍有作用。

### 家庭净值
美國的家庭淨值總額在過去數十年持續攀升，並在2023年創下新高，顯示出經濟資產的不斷增長與積累。2008年金融危機後，美國家庭財富一度大幅縮水，2005年至2011年間，家庭財富中位數下降了35%，由106,591美元降至68,839美元。然而，隨著經濟逐步復甦，這一數字又逐漸回升。在2016年，美國家庭平均淨值約為78.2萬美元，家庭淨值中位數為97,300美元。到2023年，美國家庭平均淨值為1,059,470美元，中位數為192,084美元。平均值的提升反映出高淨值家庭推高整體平均水準，但中位數僅約19萬美元，顯示半數家庭累積財富仍有限。
財富不平等在美國的表現甚至比收入不平等更加顯著。早在1979年，最富有的1%家庭擁有全國24%的財富。而到2012年，這一比例上升至42%。根據聯邦儲備局2017年9月的報告，至2016年，最頂端1%的家庭已控制全國38.6%的財富，顯示財富分配的不均衡達到了歷史高點。到了2023年，美國最富有的1%家庭擁有全國財富的30%，雖略低於之前，但仍顯示高度集中，這1%的家庭總淨值約為43兆美元。財富結構方面，房地產淨值是最重要資產來源之一。2025年3月，美國房屋淨值超過35兆美元，住房淨值佔中位家庭總淨值約43%。
在美國，最富有的10%人口持有高達80%的所有金融資產。這種不平等程度在已開發國家中居於前列，僅次於瑞典。造成這種現象的原因之一是繼承財富的效應，使得許多人在累積資產時擁有「先天優勢」。政策研究所於2012年9月的研究指出，美國福布斯400大富豪中，超過六成出身於相當富裕的家庭背景，由此可見財富累積不僅與個人努力有關，也與家庭出身密切相連。根據2009年的數據，全球約30%的百萬富翁居住在美國。2008年，《經濟學人》智庫估計，美國境內的百萬富翁數量達到1,660萬人。2011年的統計進一步指出，美國約占全球億萬富翁的34%。僅在2024年，美國十九大富豪（包括伊隆·馬斯克、傑夫·貝佐斯等）財富便增長了1兆美元，占全國總財富的1.8%，這一比例已超越2023年的1.2%。

### 房地產自有率
美國的房地產自有率在近數十年內呈現出明顯的波動，但在長期內大致保持於六成以上。2004年第四季房地產泡沫時，房地產自有率曾創下69.2%的歷史高位。在2007年至2009年的大衰退期間，數百萬套房屋因止贖而流失，導致自有率一路下降。2014年自有率約為64.5%，至2016年降至近50年最低點63.4%。隨後因經濟復甦與低利率刺激購屋需求，自有率逐年回升，2020年達66.6%。然而，2021年起受通膨與房價飆升影響，自有率再度下滑，至2024年約為65.0%。
與其他發達國家相比，美國的住屋空間相對寬裕，平均每人居住面積超過700平方英尺（約65平方米），比其他高收入國家平均水平多出50%至100%。同時，美國家庭在各類生活設施與消費品的擁有率也明顯高於其他國家。然而，這種相對充裕的居住條件並不意味著所有人都能輕鬆置業。皮尤研究中心在2016年發布的報告顯示，18至34歲的美國年輕人中，與父母同住的比例在130年來首次超過任何其他居住形式，反映出高房價對新世代造成的壓力。
與收入增長未能追上房價升幅進一步凸顯了置業負擔問題。2019年的一份研究報告顯示，在美國七成以上的郡縣，房屋價格對平均勞工而言日益難以負擔。自2008年金融危機後，住宅建設大幅放緩，導致長期性的供給不足。2019年，美國全國住房短缺約為380萬套，且在新冠疫情期間與其後情況進一步惡化。這種短缺使租金與房價持續攀升，直接影響了中低收入群體的居住穩定性。
隨著居住壓力的上升，部分大城市甚至出現了愈來愈多居民不得不居住於車輛中的情況。2018年起，在洛杉磯、波特蘭與舊金山等高樓價城市，選擇住在汽車裡的人數顯著增加。另一方面，全國樓價中位數亦快速上升。2017年美國房屋的中位銷售價格為199,200美元，而到2023年2月，中位價格已升至392,000美元，漲幅接近一倍。2024年，美國房屋購置的門檻愈加嚴峻。在全國約一半的城市中，工薪階層若要購買住房，其年收入需達到10萬美元以上，這一數字遠高於多數家庭的實際收入水準。再加上利率的上升，房貸成本進一步增加，許多潛在購房者被迫退出市場。

### 貧窮問題
美國的貧窮問題長期以來是社會與經濟發展中的核心議題，其複雜性體現在相對貧窮與絕對貧窮的差異、族群與區域間的差距、以及社會安全網的不足。從1980年代開始，美國的相對貧窮率便持續高於其他已開發國家，顯示收入與生活品質的不均衡在社會結構中根深蒂固。然而，若以市場收入來衡量的絕對貧窮率，美國數值則相對較低，這突顯出不同衡量方法對於貧窮狀況呈現出的差異。
歷史上，美國的官方貧窮率在1959年至1962年間曾超過兩成，但在林登·詹森總統發起「向貧窮宣戰」後，貧窮率逐步下降，至1973年降至歷史低點的11.1%。然而，隨後幾十年間，貧窮率並未持續下滑，反而受經濟危機影響而起伏不定。2007年時的貧窮率為12.5%，在2008年金融危機後迅速上升，2010年達到15.1%的高點。此後逐年下降，至2019年降至11.6%。2020年因新冠疫情衝擊略升，但隨著政府補助與經濟復甦，2021年起再度回落。至2023年，美國貧窮率約為11.1%，接近歷史低點。
過去二十年，美國極端貧窮（收入低於貧窮線50%）的比例大致維持在5%上下。2008年金融危機後，極端貧窮人口顯著上升。根據研究，自1996年至2011年間，美國極端貧窮家庭（收入低於貧窮線50%）數量翻倍，約有150萬個家庭每日生活費不足兩美元。這些群體往往集中於城市中的貧民區。從2000年至2009年，居住於此類社區的人口增加了三分之一。生活於這些社區的居民通常面臨教育資源不足、犯罪率偏高、健康風險較大、金融與信貸管道受限，以及就業機會有限等困境，使得脫離貧窮的可能性進一步降低。隨後極端貧窮數字雖略有回落，但新冠疫情期間再次惡化。至2022年，極端貧窮者約占人口5.2%，其中美洲原住民、非裔與拉丁裔兒童受影響尤深。兒童貧困方面，2013年，有1,670萬兒童居住於糧食不足的家庭，較2007年的數字增加約三分之一。兒童貧困率在2021年為5.2%，但因疫情與稅收補助終止，到2022年激增至12.4%，約有9百萬名兒童生活在聯邦貧窮線以下，缺乏穩定的食物、住所與醫療照護。
貧窮亦與無家可歸者現象緊密相連。根據美國住房及城市發展部2024年的年度無家可歸者評估報告，當年全美約有77.1萬人處於無家可歸狀態，相當於每一萬人中有二十三人。將近三分之二的人在緊急收容所或過渡性住房安置，另有三分之一則露宿街頭、棲身於廢棄建築或其他不適合居住的場所。值得注意的是，約44%的無家可歸者有工作，顯示收入不足以負擔住屋開銷是無家可歸現象的重要原因。
美國的社會安全網相較於其他先進國家較不完善，無論在降低相對貧窮或絕對貧窮方面的效果均明顯低於富裕國家平均水平。聯合國於2018年發布的一份報告更指出，美國仍有超過五百萬人生活在「第三世界般的環境」。社會學者馬修·戴斯蒙德在著作中指出，美國在工業化國家中提供的工資屬於偏低水平，這使得「在職貧窮人口」規模持續膨脹，而這群體大多數已年逾三十五歲。社會科學家馬克·羅伯特·蘭克則強調，美國貧窮率居高不下的主要原因可歸結於經濟與政治層面的結構性缺陷，而非僅僅是個人因素。